# Estación de Effretikon
La estación de Effretikon es la principal estación ferroviaria de la comuna suiza de Illnau-Effretikon, en el Cantón de Zúrich.

## Historia y situación

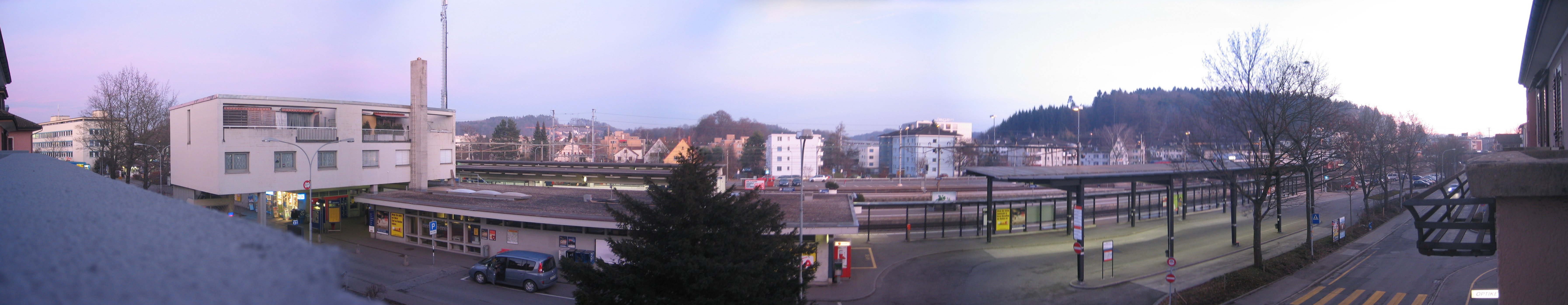
Panorámica de la estación de Effretikon

La estación se encuentra ubicada en el sur del núcleo urbano de la localidad de Effretikon, la más importante de la comuna de Illnau-Effretikon, y fue inaugurada en 1855 con la apertura de la línea Zúrich - Winterthur.
Cuenta con tres andenes, dos centrales y uno lateral, a los que acceden cinco vías. Hay otras dos vías pasantes, por lo que la estación consta de un total de siete vías pasantes. A estas vías hay que añadir un gran número de vías toperas o muertas destinadas al estacionamiento o apartado de material que no está prestando servicio.
En términos ferroviarios, la estación se sitúa en la línea Zúrich - Winterthur, así como es el punto de inicio de la línea Effretikon - Hinwil. Sus dependencias ferroviarias colaterales son la estación de Dietlikon hacia Zúrich, la estación de Kemptthal en dirección Winterthur, y la estación de Fehraltorf en dirección Hinwil.

## Servicios ferroviarios
Los servicios ferroviarios de esta estación están prestados por SBB-CFF-FFS:

### S-Bahn Zúrich
Por la estación de Effretikon pasan, inician o finalizan su trayecto varias líneas de cercanías de la red S-Bahn Zúrich, que conecta con las principales ciudades y comunas del Cantón de Zúrich.
Las líneas que prestan servicio en la estación son:
- S 2 Effretikon – Zúrich Aeropuerto – Zúrich HB – Pfäffikon SZ – Ziegelbrücke
- S 3 (Bülach –) Hardbrücke –  Zúrich HB – Stadelhofen – Effretikon – Wetzikon
- S 7 Winterthur – Kloten – Zúrich HB – Stadelhofen - Meilen – Rapperswil
- S 8 Weinfelden – Winterthur – Wallisellen – Zúrich HB – Thalwil – Pfäffikon SZ
- S 19 (Koblenz – Baden –) Dietikon – Zúrich HB – Wallisellen – Effretikon (– Pfäffikon ZH)
- S 24 Thayngen – Schaffhausen/Weinfelden – Winterthur – Zúrich Flughafen – Zúrich HB – Thalwil – Horgen Oberdorf – Zug
- S N1 Winterthur – Zúrich HB – Baden – Lenzburg – Aarau